# Qatar Media Corporation
Qatar Media Corporation è l'ente radiotelevisivo pubblico del Qatar. 
Trasmette dalla capitale Doha in arabo, inglese, francese e urdu.

## Storia
La radiofonia in Qatar esordì nel 1965; la prima stazione radiofonica trasmetteva solo il venerdì e proponeva letture dal Corano, programmi religiosi e notiziari. Ciò preparò la strada alla formazione dell'azienda Qatar Broadcasting Service (QBS), che il 25 giugno 1968 fondò Qatar Radio (QR), con sede, a quell'epoca, ad Al Kheesa. Trasmetteva in onde medie in lingua araba un'ora e mezza di mattina e tre ore di sera (il palinsesto di Qatar Radio fu esteso a nove ore nel 1969, a tredici nel 1970, a diciannove nel 1982 e a ventiquattro nel 2002).
Il 23 agosto 1970 in Qatar fece ingresso la televisione nazionale autoprodotta con il lancio di Qatar Television (o Qatar TV o QTV), che proponeva dalle 3 alle 4 ore di programmi vari, tra cui notiziari, rubriche di economia, documentari, programmi religiosi e di intrattenimento in arabo, e raggiungeva parzialmente anche altri Paesi del Golfo Persico e l'Iran meridionale.
Nel 1971, allo scopo di raggiungere gli ascoltatori non arabi, fu aperto un canale televisivo in inglese, Qatar TV 2, che da un'ora di programmazione iniziale raggiunse le 19 ore nel 2004 e infine le 24 ore su 24.
Nel 1974 entrambi i canali televisivi passarono alle trasmissioni a colori. Detennero il monopolio della televisione nazionale fino al 1993, quando debuttarono su satellite i canali di Qatar Cablevision.
Nel 1979 Qatar Radio installò un nuovo trasmettitore ad onde corte, che le permise di raggiungere meglio gli altri Paesi arabi mediorientali e nordafricani; nel 1980 iniziò a trasmettere in onde medie in lingua urdu per 1 ora e per 3 ore dal 1989; nel 1985 fu lanciato un programma in francese in onde medie della durata di 3 ore.
Nel 1992 debuttò un servizio dedicato al Corano e ai problemi edierni nel contesto dell'Islam.
Il 27 aprile 1997 radio e televisione statali furono raggruppate nell'Establishment of Qatar General Broadcasting and Television Corporation (QGBTC); nel 2009 l'azienda fu ribattezzata "Qatar Media Corporation" ("QMC").
Nel 2022 QMC attivò la piattaforma digitale Q+ e durante l'annata il Paese completò la transizione della televisione alla tecnologia digitale terrestre.

## Servizi

### Televisione
| Nome       | Sede | Тipo        | Lancio | Lingua  |
| ---------- | ---- | ----------- | ------ | ------- |
| Qatar TV   | Doha | generalista | 1970   | arabo   |
| Qatar TV 2 | Doha | generalista | 1971   | inglese |

### Radio
| Nome        | Sede | Тipo        | Lancio | Lingua                         |
| ----------- | ---- | ----------- | ------ | ------------------------------ |
| Qatar Radio | Doha | generalista | 1965   | arabo, inglese, francese, urdu |

## Ricezione

### Digitale terrestre
La radio di Qatar Media Corporation trasmette in AM e FM, mentre la televisione diffonde il proprio segnale in standard DVB-T HD.

### Satellite[12][13]
| Satellite          | AsiaSat 5            | Badr 8                            | Es'hail 2                         | Hotbird 13G          | Eutelsat 7 West A                 | Galaxy 19            |
| Posizione orbitale | 100.5° E             | 26.0° E                           | 25.8° E                           | 13.0° E              | 7.3° W                            | 97.0° W              |
| Canali             | Qatar TV, Qatar TV 2 | Qatar TV, Qatar TV 2, Qatar Radio | Qatar TV, Qatar TV 2, Qatar Radio | Qatar TV, Qatar TV 2 | Qatar TV, Qatar TV 2, Qatar Radio | Qatar TV, Qatar TV 2 |
| Frequenza          | 4080 H               | 12169 V                           | 10770 V                           | 11566 H              | 10834 V                           | 12184 H              |
| SR                 | 30000                | 22000                             | 27500                             | 29900                | 27500                             | 22500                |
| FEC                | 5/6                  | 3/4                               | 3/4                               | 3/4                  | 3/4                               | 2/3                  |
| Modulazione        | 8PSK                 | QPSK                              | 8PSK                              | 8PSK                 | QPSK                              | 8PSK                 |

### Streaming
Televisione di Qatar Media Corporation in streaming
Radio di Qatar Media Corporation in streaming